# Angleški valček
Angleški valček ali počasni valček je standardni ples. Glasba zanj je napisana v tri četrtinskem taktu, tempo pa je 31-32 taktov na minuto. 
Prva doba je poudarjena, druga in tretja pa nista. Štejemo ga s številkami po taktih: '1 2 3'. 
Angleški valček naj bi se po nekaterih razlagah razvil iz bostona (ples, ki izhaja iz mesta Boston), po drugih pa iz upočasnjenega dunajskega valčka. Angleški valček je počasen ples, ki ga zaznamujeta mehko in valovito gibanje. Za to sta pomembna dvig in spust (na prste), za obvladanje katerih je potrebno veliko vaje.
Osnovna slika ali osnovni korak angleškega valčka je 'kvadrat' (desna in leva zaprta menjava):
ON na 1 stopi naprej z desno nogo, na 2 vstran z levo nogo in na 3 priključi desno nogo. 
Istočasno ONA stopi na 1 nazaj z levo nogo, na 2  vstran  z desno nogo  in  na 3 priključi  z  levo nogo. 
Desni zaprti menjavi sledi leva, ko gre ON z levo nogo naprej, ONA pa z desno nogo nazaj.  Nato plesalca ponovita desno zaprto menjavo. 
Osnovna slika se lahko ponavlja v različnih variacijah, smereh in v kombinaciji z več slikami in plesnimi figurami.
Kot pri vseh družabnih plesih je bistvenega pomena plesalčevo vodstvo, pri standardnih plesih pa tudi zaprta standardna drža.